# Altana (fiume)
L'Altana è un fiume di 26 km della provincia della Gallura Nord-Est Sardegna e della città metropolitana di Sassari..

## Corso del fiume
Nasce sul monte Figu Niedda con il nome di rio Iscanneddu, poi prende il nome di rio Masino e infine quello di Altana.
Poi sfocia nel Coghinas.